# Conseil de gouvernement de la principauté des Asturies
Le Conseil de gouvernement de la principauté des Asturies (en espagnol : Consejo de Gobierno del Principado de Asturias) est l'organe de gouvernement et d'administration de la communauté autonome des Asturies qui exerce le pouvoir exécutif et réglementaire.

## Composition
Le Conseil de gouvernement se compose du président de la principauté des Asturies, d'un vice-président le cas échéant, et des conseillers. Le vice-président, s'il existe, et les conseillers reçoivent le traitement d'« illustre ».

### Vice-président
Le président de la principauté peut nommer librement un vice-président parmi les conseillers à la condition que celui-ci soit également député à la Junte générale de la principauté des Asturies. Le vice-président est donc nécessairement à la tête d'un département exécutif.

### Conseillers
Les conseillers sont titulaires du département exécutif qui leur est attribué par le président de la principauté. Ils sont librement nommés et révoqués par lui au moyen de décrets.

## Attributions
Conformément à l'article 25 de la loi 6/1984 du président et du Conseil de gouvernement de la principauté des Asturies, celui-ci est notamment compétent pour :
- approuver et remettre les projets de loi à la Junte générale, tout comme solliciter leur retrait ;
- demander la réunion de la Junte générale en séance extraordinaire ;
- proposer une réforme du statut d'autonomie ;
- édicter des décrets législatifs sur délégation expresse de la Junte générale ;
- approuver le projet de loi de finances de la communauté autonome ;
- exécuter le budget ;
- adopter les actes réglementaires nécessaires à la mise en œuvre et à l'exécution des lois votées par la Junte générale, à la mise en œuvre de la législation nationale lorsque cela est requis et exercer un pouvoir réglementaire général lorsque celui-ci n'est pas attribué au président de la principauté ou aux conseillers ;
- délibérer sur une question de confiance préalablement à son dépôt par le président de la principauté ;
- former des recours d'inconstitutionnalité ou de soulever des conflits de compétences avec l'État ou une autre communauté autonome ;
- approuver la structure organique de l'administration régionale ;
- nommer et révoquer sur proposition du conseiller correspondant les titulaires des postes au moins assimilables au rang de chef de service ;
- exercer toutes les autres compétences ou attributions assignées par le statut d'autonomie et les lois.

## Fin des fonctions
Les fonctions du conseil prennent fin après la tenue des élections à la Junte générale de la principauté des Asturies, en cas de perte de la confiance parlementaire ou lorsque le mandat de son président prend fin. Le gouvernement exerce alors l'intérim et la gestion des affaires courantes jusqu'à la nomination des nouveaux conseillers.
Les fonctions du vice-président et des conseillers prennent également fin en cas de démission acceptée par le président, de révocation librement décidée par celui-ci, de mort ou d'incapacité permanente physique ou mentale. En cas d'absence, de vacance ou de maladie, le vice-président et les conseillers sont remplacés temporairement par un autre membre du conseil désigné par le président.

## Fonctionnement
Les membres du Conseil de gouvernement de la principauté des Asturies se réunissent soit en Conseil de gouvernement soit sous la forme de commissions déléguées permanentes ou temporaires se réunissant sur des sujets transversaux ou thématiques. Le Conseil de gouvernement est réuni périodiquement à l'initiative de son président. Un compte-rendu des réunions du Conseil de gouvernement est dressé par le secrétaire du conseil ; fonction dévolue au conseiller à la Présidence. Les décisions sont valablement adoptées si le président et le secrétaire du conseil, ou les personnes légalement habilitée à les remplacer, ainsi qu'au moins la moitié des conseillers sont présents. Le Conseil de gouvernement est considéré comme réuni, même en l'absence de convocation, si le président le décide et que tous ses membres sont présents. Le Conseil de gouvernement est régi par le principe de collégialité.
Le président et le Conseil de gouvernement sont solidairement responsables devant la Junte générale de la principauté des Asturies. Les conseillers sont directement responsables de leur gestion à la tête du département exécutif qui leur est confié.